# Christoph Visone
Christoph Visone (* 1986 in Dieburg) ist ein deutscher Schauspieler, Komiker und Journalist.

## Leben und Karriere
Christoph Visone wuchs in Südhessen auf und entdeckte früh seine Leidenschaft für die darstellenden Künste. Als Quereinsteiger besuchte er zunächst die München Film Akademie und anschließend die Academy of Stage Arts in Oberursel, wo er seine Schauspielausbildung absolvierte. Visone absolvierte außerdem ein journalistisches Redaktionsvolontariat im Funkhaus Aschaffenburg. Er arbeitete anschließend als Moderator und Nachrichtensprecher für RPR1, Hit Radio FFH, SWR und MDR.
Visone spielte unter anderem in der Webserie Anomalie, sowie in der Sendung Notruf. Ab 2023 trat er mit seinem ersten Solo-Programm „Hirn-Flatulenz“ als Stand-up-Comedian auf deutschen Bühnen auf.

## Hauptrollen
(Quelle: castforward.de)

### Fernsehen
- 2018: Anomalie (Amazon Prime). Regie: Christian Stadach
- 2020: Die Hütte. (Herbsthund Filme) Regie: Benjamin Martins
- 2021: Skrupel (Die Spieler). Regie: Johannes Bruck
- 2024: Notruf (Sat1). Regie: Dennis Brunner
- 2025: Notruf (Sat1). Regie: Mario Wolters

### Kino
- 2015: 18:05 Regie: Ralf Bicker
- 2016: Eldorado Regie: Monja Lalotra
- 2017 Jäger der Finsternis (Bayerischer Rundfunk) Regie: Philipp Güttinger
- 2017: Felicitas (HFF München) Regie: Fabian Brucker
- 2017: Schatten (Bayerischer Rundfunk) Regie: Maximilian Weiß
- 2018: Die Schattenschwinge Regie: Annette Heck
- 2019–2020: Sprachlos (SAE Frankfurt) Regie: Tatjana Fallmann

## Preise und Auszeichnungen
- 2018: Lokalfernsehpreis der Bayerischen Landeszentrale für neue Medien (BLM) in der Kategorie „Aktuelle Berichterstattung und Information“[2]
- 2022: Scruple, Kurzfilm; Bester Schauspieler, Mabig Film Festival[5]